# John Woolfe

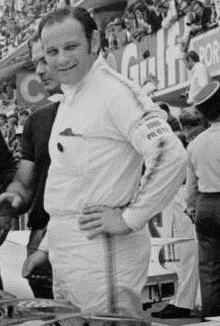
John Woolfe am 14. Juni 1969 in Le Mans; wenige Minuten vor dem Rennstart

John Woolfe (* 23. März 1932 in London; † 14. Juni 1969 in Le Mans) war ein britischer Automobilrennfahrer und Rennstallbesitzer.

## Karriere
John Woolfe bestritt in den 1960er-Jahren Sportwagenrennen in Großbritannien und gründete 1968 gemeinsam mit dem US-Amerikaner David Riswick den Rennstall John Woolfe Racing. John Woolfe war 1969 einer der ersten Privatrennfahrer, der einen Porsche 917 erwerben durfte. Um den Homologationsrichtlinien für die Sportwagen-Weltmeisterschaft zu entsprechen, musste Porsche 25 Stück des auf Betreiben von Ferdinand Piëch entwickelten 917 bauen. Um die erheblichen Entwicklungskosten auch nur annähernd zu decken, war Porsche gezwungen, einige Rennwagen an vermögende Privatiers zu verkaufen. Woolfe wollte seinen 917 beim 24-Stunden-Rennen von Le Mans einsetzen, wo er 1968 auf einem Chevron B12 debütiert hatte. Schon vor dem Rennen kam in der britischen Motorsportpresse Kritik auf, dass es unverantwortlich sei, einem Privatrennfahrer einen so schnellen und schwierig zu fahrenden Rennwagen zu verkaufen. Allerdings hatte Woolfe bereits mit dem Ford GT40 und dem Lola T70 Erfahrungen mit hubraumstarken Rennwagen gesammelt.
Ursprünglich war Richard Attwood als Partner für Le Mans vorgesehen. Attwood hatte einen Vertrag mit John Woolfe Racing und bestritt für den Rennstall Sportwagenrennen in Großbritannien. Attwood erhielt jedoch einen Vertrag als Werksfahrer bei Porsche. Als neuer Teamkollege kam Herbert Linge ins Team. Der erfahrene Linge sollte auch den ersten Teil des Rennens fahren, aber Woolfe ließ sich dieses Privileg nicht nehmen, da seine gesamte Familie anwesend war.
Schon in der ersten Runde kam es zu einem schweren Unfall. Woolfes Porsche 917 stand zwar nur auf dem 21. Startplatz, aber Woolfe war beim Le-Mans-Start einer der Schnellsten und lag am Ende der Les-Hunaudières-Geraden unter den ersten zehn. Eingangs Maison Blanche kam er mit beiden linken Rädern aufs Gras, verlor die Kontrolle über den Wagen und schlug mit hoher Geschwindigkeit rechts in die Leitplanke ein. Da Woolfe sich beim Start den Sicherheitsgurt nicht angelegt hatte, wurde er aus dem Auto geschleudert. Der Tank des Fahrzeugs riss und der Porsche ging in Flammen auf. Aus dem hinter Woolfe fahrenden Pulk konnte Chris Amon – der sich einen Ferrari 312P mit Peter Schetty teilte – nicht mehr ausweichen und prallte in das Wrack. Während Amon unverletzt blieb, starb Woolfe noch an der Unfallstelle.
Nach dem Rennen gab es Gerüchte, Woolfe habe beim Start die Tür des Porsche 917 nicht richtig geschlossen. Wegfliegende Teile hätten den hinteren Spoiler beschädigt und dadurch den Unfall mitverursacht. Diese These ließ sich aber nicht beweisen. 1968 hatte Willy Mairesse eine Tür seines Ford GT40 nur halb geschlossen und sie bei einem schweren Unfall vor der Mulsanne bei voller Fahrt verloren. 
Nach dem tödlichen Unfall von Woolfe wurde der Le-Mans-Start beim 24-Stunden-Rennen von Le Mans 1970 durch den Indianapolis-Start ersetzt.

## Statistik

### Le-Mans-Ergebnisse
| Jahr | Team               | Fahrzeug     | Teamkollege    | Platzierung | Ausfallgrund                |
| ---- | ------------------ | ------------ | -------------- | ----------- | --------------------------- |
| 1968 | John Woolfe Racing | Chevron B12  | Digby Martland | Ausfall     | Überhitzter Zylinder        |
| 1969 | John Woolfe Racing | Porsche 917L | Herbert Linge  | Ausfall     | tödlicher Unfall von Woolfe |

### Einzelergebnisse in der Sportwagen-Weltmeisterschaft
| Saison | Team               | Rennwagen   | 1   | 2   | 3   | 4   | 5   | 6   | 7   | 8   | 9   | 10  |
| ------ | ------------------ | ----------- | --- | --- | --- | --- | --- | --- | --- | --- | --- | --- |
| 1968   | John Woolfe Racing | Chevron B12 | DAY | SEB | BRH | MON | TAR | NÜR | SPA | WAT | ZEL | LEM |
| 1968   | John Woolfe Racing | Chevron B12 |     |     |     |     |     |     |     | DNF |     | DNF |
| 1969   | John Woolfe Racing | Porsche 917 | DAY | SEB | BRH | MON | TAR | SPA | NÜR | LEM | WAT | ZEL |
| 1969   | John Woolfe Racing | Porsche 917 |     |     |     |     | DNF |     |     |     |     |     |